# Evamarie Hey-Hawkins
Evamarie Hey-Hawkins (* 29. Juli 1957 in Scherfede) ist eine deutsche Chemikerin und war bis zu ihrer Emeritierung Professorin für Anorganische Chemie an der Universität Leipzig.

## Leben
Evamarie Hey-Hawkins hat ihr Chemiestudium an der Philipps-Universität Marburg mit dem Diplom (1982) abgeschlossen und wurde anschließend mit einer Arbeit über Alkinkomplexe bei Kurt Dehnicke (1983) mit summa cum laude promoviert. Nach Aufenthalten an der University of Sussex, UK (finanziert durch ein Liebig-Stipendium des VCI, 1984/85), der University of Western Australia (Liebig-Stipendium, 1985/86) und der Australian National University, Canberra, Australien (Forschungsstipendium der DFG, 1986/87) kehrte sie nach Deutschland zurück und schloss ihre Habilitation an der Philipps-Universität Marburg ab (1988). Von 1988 bis 1990 war sie wissenschaftliche Mitarbeiterin am Max-Planck-Institut für Festkörperforschung, Stuttgart, Deutschland.
Sie erhielt 1990 bis 1994 ein Heisenberg-Stipendium der DFG und hatte Gastprofessuren an der Pamukkale-Universität, Türkei (TÜBITAK), der Universität Rennes 1, Frankreich (2007) der Monash University, Melbourne, Australien (2008, 2009), der Jiangsu University, Zhenjiang, China (2016) und der University of Toulouse / dem LCC in Toulouse, Frankreich (2023).
Von 1993 bis 2023 war sie C4-Professorin für Anorganische Chemie an der Universität Leipzig. Mit ihrer Pensionierung hat sie das Institut für Anorganische Chemie verlassen und sich dem Institut für Bioanalytische Chemie (BBZ) angeschlossen.
Hey-Hawkins ist mit dem Chemiker Stephen Hawkins verheiratet, den sie während eines Postdoc-Aufenthalts an der University of Sussex in Brighton kennenlernte.

## Forschung
Mehr als 100 Doktoranden haben im AK Hey-Hawkins promoviert (Stand 2025). Evamarie Hey-Hawkins Forschungsinteressen sind vielseitig und umfassen Anorganische Chemie, Organometallchemie und Bioanorganische Chemie, mit den Schwerpunkten Synthese (Schlenktechnik, präparative Chromatographie für luftempfindliche Verbindungen), Reaktivität und Strukturbestimmung (IR, UV-Vis, NMR, Röntgenkristallstrukturanalyse) von metallorganischen, Koordinations- und Hauptgruppenelementverbindungen, speziell:
- Homogene Katalyse mit ein- und mehrkernigen Übergangsmetallkomplexen: Reaktionen von Übergangsmetallkomplexen mit funktionalisierten Liganden (N-, P-, As-, O-, S-Donoren), (chirale, funktionalisierte) Phosphorverbindungen, schaltbare Katalysatoren, (chirale) Metall-organische Gerüstverbindungen (MOFs) und Koordinationspolymere, heteronukleare Komplexe.

- Anwendungen anorganischer Verbindungen in medizinischen und biologischen Bereichen: Biologisch aktive Carboranderivate (Phenylmimetica), Enzyminihibitoren (Antitumormittel, entzündungshemmende Mittel),[3] Carboranderivate für die BNCT (Krebstherapie), Carboranyl- und Phosphanyl-substituierte Aminosäuren, Metall- und Phosphor-basierte Antitumormittel.

- Vorläuferverbindungen für Materialien: Alkali- und Erdalkalimetallphosphanide und -phosphandiide, Komplexe mit reaktiven Metall-Phosphor-Bindungen, phosphorreiche Präkursoren für phosphorreiche Metallphosphide.[4]

Ihre wissenschaftlichen Ergebnisse sind in mehr als 640 Publikationen in begutachteten Journalen erschienen.

## Auszeichnungen
- 2025 Aufnahme als Mitglied in die Academia Europaea
- 2023 Gastprofessur an der University of Toulouse, Frankreich
- 2021 Karl-Ziegler-Preis der GDCh
- 2021 Ernennung zum Mitglied der Europäischen Akademie der Wissenschaften und Künste
- 2019 Leipziger Wissenschaftspreis
- 2018 Ernennung zum Mitglied der Europäischen Akademie der Wissenschaften
- 2018 Verleihung der Universitätsmedaille der Universität Leipzig[5]
- 2018 Verleihung der ChemPubSoc Europe Fellowshipy[6]
- 2017 Verleihung des Sächsischen Verdienstordens
- 2016 Fellowship der Japan Society for the Promotion of Science
- 2016 Costin Neniţescu Medal, verliehen durch die Romanian Chemical Society (SChR)
- 2016 Ehrendoktorwürde, Doctor Honoris Causa (Dr. h. c.), verliehen durch die Ss. Cyril and Methodius University, Skopje, Mazedonien
- 2016 Costin Nenitzescu-Rudolf-Criegee-Vorlesung, gemeinsam verliehen durch die GDCh und die Romanian Academy of Sciences
- 2015 Elhuyar-Goldschmidt Vorlesung, gemeinsam verliehen durch die GDCh und die Real Sociedad Española de Química (RSEQ)
- 2014 Ehrendoktorwürde, Doctor Honoris Causa (Dr. h. c.), verliehen durch die Babes-Bolyai University, Rumänien
- 2013 IUPAC 2013 Distinguished Woman in Chemistry or Chemical Engineering Award
- 2010 Mitglied von AcademiaNet
- 02/2009 – 03/2009 Australian National University Fellowship, ANU, Canberra, Australien
- 08/2007 – 10/2007 Visiting Erskine Fellowship, University of Canterbury, Neuseeland
- 06/2007 Gastprofessur, Université de Rennes 1, Frankreich
- 02/2007 Gastprofessur, Pamukkale University, Denizli, Türkei (durch TÜBITAK)
- 05/1999 Fellow of the Royal Society of Chemistry (CChem FRSC)
- 1990–1993 Heisenberg-Stipendium, DFG, Deutschland
- 1984–1986 Liebig-Stipendium, Verband der Chemischen Industrie, Deutschland

## Mitgliedschaften
Hey-Hawkins ist Fellow of the Royal Society of Chemistry (FRSC) und Mitglied mehrerer Editorial Boards (Z. Anorg. Allg. Chem., ChemistryOpen, ChemPlusChem, Inorganics, BMC Chemistry) und Mitglied des Internationalen Beirats von ChemPlusChem.
Von 2008 bis 2016 war Evamarie Hey-Hawkins DFG-Fachkollegiatin (Molekülchemie). Von 2008 bis 2013 war sie Chair der EU-COST Action CM0802 „European Phosphorus Sciences Network“ (PhoSciNet) und von 2013 bis 2018 leitete sie die COST Action Smart Inorganic Polymers (SIPs). Von 2007 bis 2017 war sie Sprecherin der Graduiertenschule „Building with Molecules and Nano-objects“ (BuildMoNa); von 2018 bis 2023 war sie stellvertretende Sprecherin. Von 2016 bis 2019 war sie Mitglied im Vorstand der Gesellschaft deutscher Chemiker (GDCh), von 2009 bis 2021 Mitglied im Kuratorium der Studienstiftung des deutschen Volkes und von 2015 bis 2023 Mitglied des Senatsausschuss Evaluierung der Leibniz-Gemeinschaft. Von 2019 bis 2023 war Evamarie Hey-Hawkins Vorsitzende der Arbeitsgemeinschaft Phosphorchemie unter dem Dach der GDCh.
Weitere Mitgliedschaften (Auswahl): GDCh (seit 1983), DHV (seit 2006), DAAD-Auswahlkommissionen, Gutachterin für ASIIN (seit 2007), Mitglied des Beirats des FB Chemie der Philipps-Universität Marburg (seit 2013), und Mitglied des wissenschaftlichen Beirats von NaWi Graz (TU Graz/Universität Graz) (seit 2016).
Seit 2019 ist Evamarie Hey-Hawkins Vizepräsidentin der Deutschen Gesellschaft für Bor-Neutroneneinfangtherapie e.V. (DGBNCT). Seit 2022 ist sie die Vorsitzende des Zentralausschusses für Chemie (DZfCh) unter dem Dach der IUPAC und seit 2024 als Projektleiterin an der Faculty of Chemistry and Chemical Engineering, Department of Chemistry der Babeș Bolyai University, Cluj-Napoca, Rumänien tätig (T3-Pt).

## Werke
- E. Hey-Hawkins, C. Viñas Teixidor (Hrsg.): Boron-Based Compounds: Potential and Emerging Applications in Medicine. Wiley, 2018, ISBN 978-1-119-27555-8. (wiley.com)
- E. Hey-Hawkins, M. Hissler (Hrsg.): Smart Inorganic Polymers: Synthesis, Properties and Emerging Applications in Materials and Life Sciences. Wiley, 2019, ISBN 978-3-527-34484-0. (wiley.com)